# Celine Song
Celine Song (Koreaans: 셀린 송, geboren 1988) is een Zuid-Koreaans-Canadees filmregisseur, toneelschrijver en scenarioschrijver, gevestigd in de Verenigde Staten.

## Biografie
Song werd geboren in Zuid-Korea. Op op 12-jarige leeftijd verhuisde ze met haar ouders, beide kunstenaars, naar Markham (Ontario), Canada. Haar vader, Song Neung-han, is een filmmaker. Song studeerde psychologie aan de Queen's University in Kingston (Ontario) voordat ze in 2014 haar MFA in toneelschrijven behaalde aan de Columbia-universiteit in New York.
Song's toneelstuk Endlings ging in 2019 in première in het American Repertory Theatre. De off-Broadway-run van de show begon in maart 2020 in de New York Theatre Workshop, maar werd afgebroken vanwege de coronapandemie. In november 2020 regisseerde Song een liveproductie van Tsjechovs The Seagull met behulp van De Sims 4 op Twitch voor de New York Theatre Workshop, genaamd The Seagull on the Sims 4.
Haar eerste baan als schrijver van televisiescenario's was als staflid voor het eerste seizoen van Amazon's The Wheel of Time. Song schreef het scenario voor Past Lives, haar regiefilmdebuut, over twee jeugdvrienden die zich later als volwassenen herenigen. De film werd geproduceerd door A24 en ging op 21 januari 2023 in première op het Sundance Film Festival.

## Filmografie

### Film
- 2023: Past Lives (regie & scenario)
- 2025: Materialists (regie, productie & scenario)

### Televisie
- 2021: The Wheel of Time (seizoen 1, 8 afleveringen, staflid scenario)

### Theater
- 2020: The Seagull on The Sims 4
- 2019: Endlings

## Prijzen en nominaties
De belangrijkste:
| Jaar | Prijs                                   | Categorie                | Film       | Uitslag     |
| ---- | --------------------------------------- | ------------------------ | ---------- | ----------- |
| 2024 | Golden Globes                           | Beste film               | Past Lives | Genomineerd |
| 2024 | Golden Globes                           | Beste regie              | Past Lives | Genomineerd |
| 2024 | Golden Globes                           | Beste scenario           | Past Lives | Genomineerd |
| 2024 | Critics Choice Awards                   | Beste origineel scenario | Past Lives | Genomineerd |
| 2023 | Internationaal filmfestival van Berlijn | Gouden Beer              | Past Lives | Genomineerd |